# Liste des comtes de Foix-Candale
Les comtes de Candale étaient une branche de la maison de Foix du Moyen Âge.

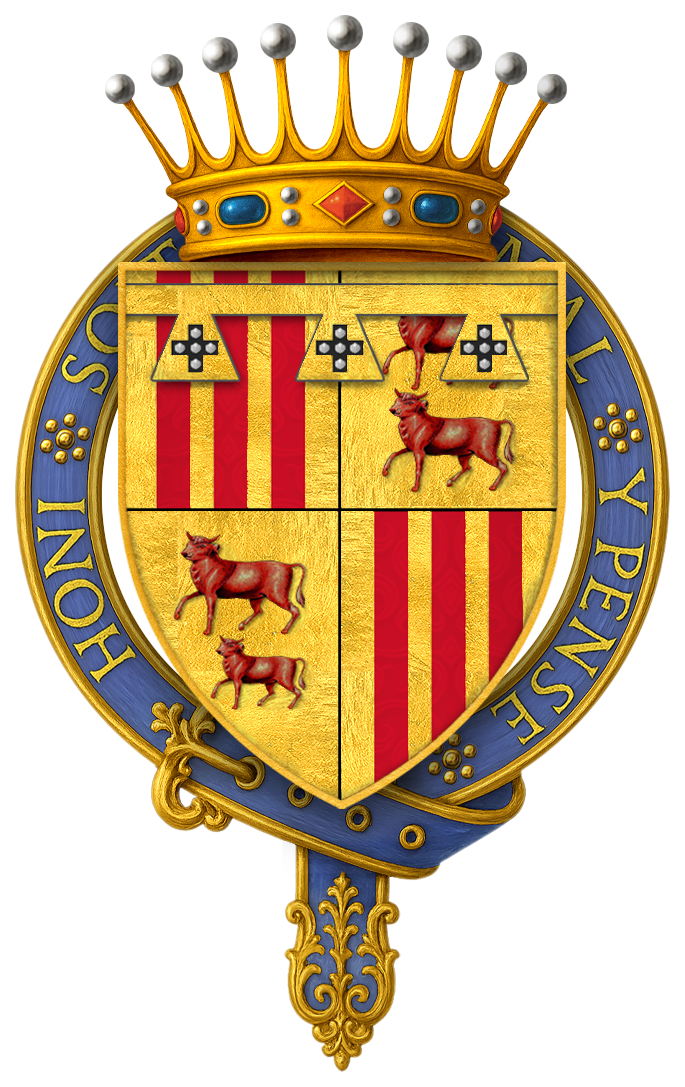
Armoiries de Gaston de Foix-Grailly, captal de Buch.

La maison des Foix-Candale est issue de Gaston de Foix, comte de Benauges, second fils d'Isabelle de Foix-Castelbon, comtesse de Foix et d'Archambaud de Grailly. Son fils, Jean de Foix, épouse Marguerite Kerdeston, membre de l'aristocratie anglaise et apparentée à la famille royale Plantagenêt et à ses branches de Lancastre et d'York ; il fut créé comte de Kendal (en) en 1446, titre connu sous sa transposition française de comte de Candale. En 1462, il transféra son allégeance de l'Angleterre à la France, ce qui fut compris par la cour anglaise comme un abandon de son titre. Lui et ses descendants continuèrent néanmoins à faire usage du titre de comte de Candale.

## Généalogie des Foix, comtes de Candale
- Gaston Ierde Foix († 1455), captal de Buch, comte de Benauges et Longueville x Marguerite d'Albret († 1453), fille d'Arnaud-Amanieu d'Albret et de Marguerite de Bourbon
  - Jean Ier de Foix, 1er comte de Candale († 1485) x Marguerite Kerdeston (1426–1485)
    - Gaston II de Foix, 2e comte de Candale († 1500) x 1469 Catherine, infante de Navarre
      - Gaston III de Foix, 3e comte de Candale († 1536) x 1534 Marthe, comtesse d'Astarac
        - Frédéric de Foix, 4e comte de Candale (1540–1571) x Françoise de La Rochefoucauld
          - Henri de Foix, 5e comte de Candale x Marie, fille d'Anne de Montmorency, connétable de France
            - Marguerite de Foix, 6e comtesse de Candale x Jean-Louis de Nogaret de La Valette, 1er duc d'Épernon
              - Henry de Nogaret de La Valette de Foix, 7e comte puis 1er duc de Candale (1591–1639) x Anne, duchesse d'Halluin
              - Bernard de Nogaret de La Valette de Foix, 8e comte de Candale, puis 2e duc d'Épernon (1592–1661) x Gabrielle de Verneuil
                - Louis-Charles de Nogaret de La Valette de Foix, 2e duc de Candale (1627–1658)

              - Louis de Nogaret, cardinal de La Valette (1593–1639), archevêque de Toulouse

            - Françoise de Foix-Candale

          - Jean de Foix-Candale, comte d'Astarac
          - Charlotte-Diane de Foix-Candale-Bénauge x Louis de Foix-Candale vicomte de Meille(s)[1], comte de Gurson, voir en fin de tableau : postérité

        - Jean de Foix-Candale, comte d'Astarac
        - Pierre de Foix-Candale
        - François de Foix († 1594), évêque d'Aire
        - Christophe de Foix († 1570), évêque d'Aire
        - Charles de Foix-Candale, seigneur de Villefranche et Moncassin

      - Anne de Foix-Candale x Vladislas IV de Bohême (ancêtres des Habsbourg du Saint-Empire et de Hongrie)
      - Pierre de Foix-Candale, baron de Langon x Louise du Pont
      - Jean de Foix-Candale († 1529), archevêque de Bordeaux
      - Alain de Foix-Candale x Françoise baronne de Montpezat (d'où le duché d'Aiguillon),
        - Jeanne de Foix-Candale († 1542) x Honorat II de Savoie, marquis de Villars
          - Henriette de Savoie-Villars († 1611) x 1560 Melchior de Lettes des Prés, x 1576 Charles de Mayenne

        - Marguerite de Foix-Candale x Louis de Carmaing, seigneur de Nègrepelisse

      - Louise de Foix-Candale († 1534) x François de Melun, comte d'Épinoy
      - Amanieu de Foix-Candale
      - Marguerite de Foix-Candale
      - Gaston de Candale (bâtard), prieur de Castillon
      - Lucrèce de Candale (bâtarde), femme du seigneur de Calonges

    - Jean (II) de Foix-Candale vicomte de Meille (en Aragon), comte de Gurson et de/du Fleix, x Anne de Villeneuve de Trans
      - Germain-Gaston, x Marguerite (de) Bertrand dame de Mirebeau
        - Louis de Foix-Candale vicomte de Meille (†1580[1]), comte de Gurson et de Fleix[réf. nécessaire], x Charlotte-Diane de Bénauge ci-dessus
          - Frédéric de Foix-Candale (1580-1655) vicomte de Meille x Charlotte de Caumont-Lauzun-Puyguilhem (1594-1671)[1], tante du fameux duc de Lauzun
            - Jean-Baptiste-Gaston Ier de Foix-Candale (†1646) comte de/du Fleix, marié à Marie-Claire de Bauffremont (1618-1680) marquise de Sennecey[1], duchesse de Randan
              - Jean-Baptiste-Gaston II de Foix-Candale, duc de Randan, x Madeleine-Charlotte d'Albert d'Ailly
                - Marie de Foix-Candale († en bas âge)

              - Henri-François de Foix-Candale (1640-1714), duc de Randan[1]
              - Henri-Charles de Foix-Candale, duc de Randan

    - Marguerite de Foix-Candale (1480–1536) x 1490 Ludovic, IIe marquis de Saluces (1438–1504)
    - Catherine de Foix-Candale († 1510) x 1468 Charles, Ier comte d'Armagnac (1425–1497)

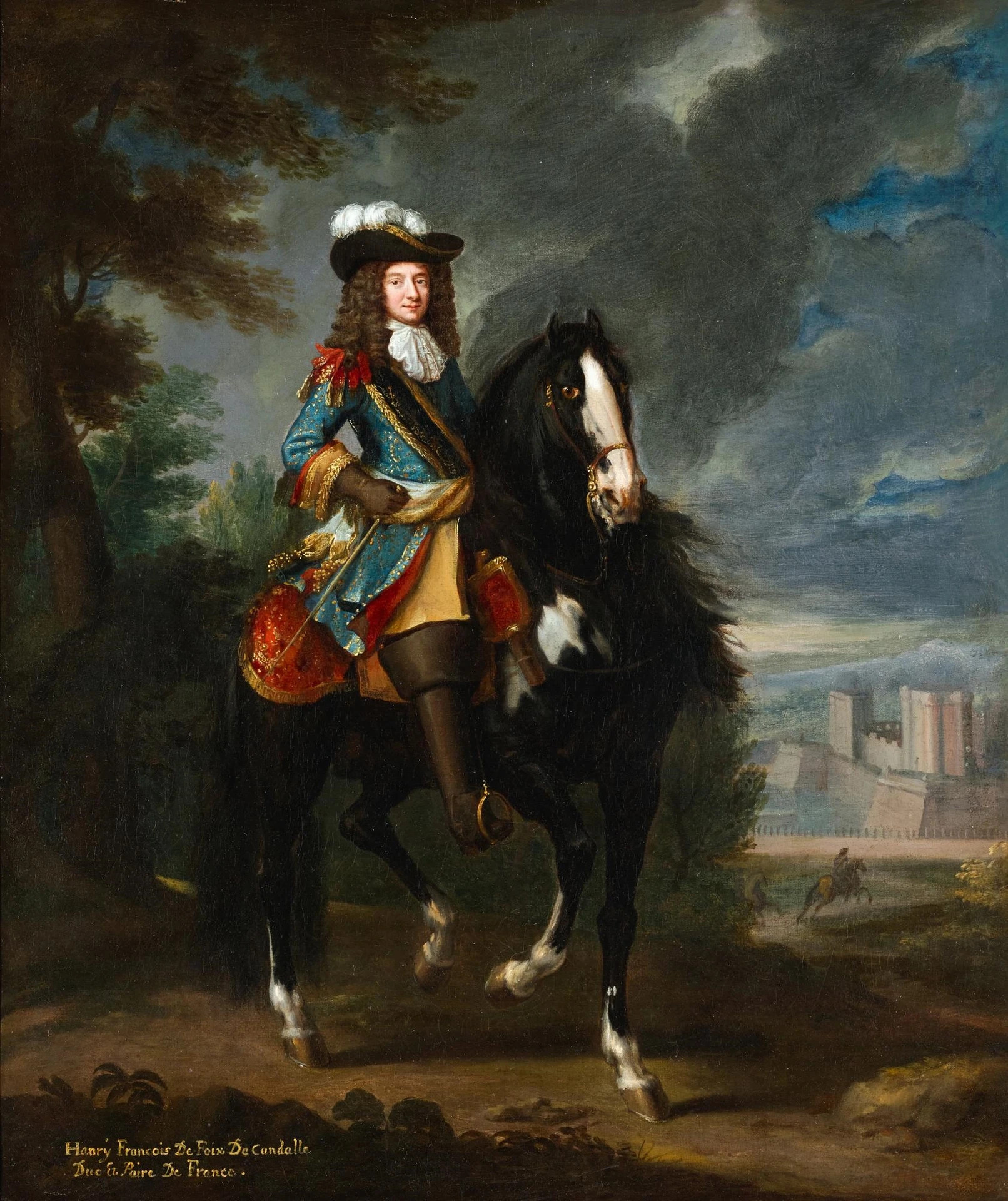
Henri-François de Foix-Candale (1640-1714), par Joseph Parrocel.